# Cosenza
Cosenza là một thành phố và comune  ở tỉnh Cosenza trong vùng Calabria miền nam nước Ý.
Đây là tỉnh lỵ tỉnh Cosenza. Đô thị Cosenza có diện tích ki lô mét vuông, dân số thời điểm năm 2009 là 70.000 người còn tính cả khu vực thành thị xung quanh thì dân số là 260.000 người. Thành phố nằm ở độ cao 238 mét trên mực nước biển trong một thung lũng giữa cao nguyên La Sila và dãy núi ven biển. Phố cổ, nơi có một tòa lâu đài, dốc xuống phía sông Crathis còn phố mới nằm về phía bắc.
Thành phó nằm ở nơi hợp lưu của hai con sông Busento và Crathis. Đô thị này có các đơn vị dân cư (frazioni) sau: Borgo Partenope, Donnici, Sant'Ippolito.